# 이주형 (아이스하키 선수)
이주형(1998년 5월 11일 ~ )은 대한민국의 아이스하키 선수다.

## 방송
- 피지컬: 100 (2023) - Top100